# While Your Lips Are Still Red
While Your Lips Are Still Red ist ein Song von Tuomas Holopainen und Marco Hietala, der für den finnischen Film Lieksa! (Regie: Markku Pölönen) geschrieben wurde. Der Film wurde im September 2007 veröffentlicht. While Your Lips Are Still Red ist auf der Nightwish-Single Amaranth, wiederum eine Veröffentlichung aus dem Album Dark Passion Play, enthalten. 
Die Phrase „Kiss while your lips are still red“, die durch den Song hindurch immer wieder verwendet wird, bedeutet vereinfacht „Küsse, während du noch kannst“, oder etwas freier übersetzt „Erlebe es, während du noch kannst“.
Das offizielle Musikvideo enthält Ausschnitte aus dem Film Lieksa! und Szenen, in denen Marco Hietala singt und Tuomas Holopainen ihm folgt. Das Video wurde am 14. Juni 2007 auf YouTube veröffentlicht.
While Your Lips Are Still Red ist kein offizieller Nightwish-Song, aber auf der offiziellen Website wird deutlich gesagt, dass der Song von Tuomas Holopainen geschrieben worden ist und er Keyboard spielt; Jukka Nevalainen spielt Schlagzeug und Marco Hietala singt. Der Song enthält keine Gitarre oder weibliche Stimme. Im Hintergrund ist stellenweise die Stimme von Tuomas Holopainen zu hören. Zudem spielten Nightwish, besser gesagt Marco Hietala, Tuomas Holopainen und Jukka Nevalainen, den Song auf dem Wacken Open Air 2008.